# キャッチ!!
キャッチ!!（キャッチ!!）は、よしもとクリエイティブ・エージェンシー東京本部所属のお笑いコンビ。2004年結成。以前は福岡吉本に所属。
2018年2月22日のおふざけライブをもって解散。

## メンバー
あっしー （本名:芦田晋宏　あしだくにひろ、1985年2月20日 - ） ツッコミ担当   
- 福岡県出身。
- 身長168cm、体重60kg。
- 解散後はピン芸人「めんたいこ漬けトウダラあしだ」として活動[1]。

ばっしー （本名:石橋孝太　いしばし こうた 、1982年11月1日 - ） ボケ担当   
- 福岡県出身。
- 身長173cm、体重73kg、さそり座、O型。
- 解散後、うっほ菅原と「もぐもぐピーナッツ」を結成し[2]、千葉県住みます芸人として活動[3]。

## レギュラー出演
- よしもとExP

## 過去の出演
- NHK爆笑！最前線
- 爆笑レッドシアター
- あらびき団
- バカソウル（あっしーのみ）